# Dieter Jähnig
Dieter Jähnig (* 14. März 1926 in Leipzig; † 12. November 2016) war ein deutscher Philosoph und Kunstwissenschaftler.

## Leben
Jähnig studierte seit 1947 u. a. bei Bernhard Schweitzer und Archäologie und Kunstgeschichte in Leipzig und Tübingen.
1956 promovierte er bei dem Germanisten Friedrich Beißner an der Eberhard Karls Universität Tübingen mit einer Arbeit über Friedrich Hölderlins Homburger Aufsätze. 1968 habilitierte er sich, ebenfalls in Tübingen, mit einer Arbeit über Schellings Kunstphilosophie. Von 1974 bis 1988 war er Professor für Philosophie in Tübingen.
Neben seinen Forschungen zu Hölderlin und zum deutschen Idealismus, dabei insbesondere zu Schelling, setzte sich Jähnig vor allem mit Fragen der Ästhetik, Kunstphilosophie und Kunsttheorie auseinander. Hierbei interessierte ihn besonders die Frage nach den Wechselbeziehungen zwischen Kunst/Poesie und Geschichte. Neben der Geschichtsphilosophie und der Beschäftigung mit außereuropäischen Kulturen bildete auch die Auseinandersetzung mit der Philosophie Martin Heideggers einen Schwerpunkt seiner wissenschaftlichen Arbeit.

## Publikationen (Auswahl)
Eigenständige Bücher:
- Die Zeit der Kunst und der Bau der Geschichte. Aufsätze. Zwei Bände. Alber, Baden-Baden 2023, ISBN 978-3-495-99625-6.

- Dichtung und Geschichte. Beiträge Hölderlins zur Geschichtsphilosophie und zur Philosophie der Künste. Herausgegeben von Dieter Rahn (Hölderlin-Vorlesungen, Tübingen 1985), Hildesheim: Olms, 2019.
- Der Weltbezug der Künste. Schelling, Nietzsche, Kant. Alber, Freiburg/Br. 2011, ISBN 978-3-495-48149-3.
- Maßstäbe der Kunst- und Geschichtsbetrachtung Jacob Burckhardts, Basel: Schwabe, 2006.
- Kunstgeschichtliche Betrachtungen: Jacob Burckhardts Topologie der Kunst Bd. II, Tübingen, Philosoph. Seminar, 1995.
- Kunstgeschichtliche Betrachtungen: Jacob Burckhardts Topologie der Kunst Bd.I, Tübingen, Philosoph. Seminar, 1984.
- Selbstentfremdung – Weltentfremdung: über den Zusammenhang zwischen europäischer Philosophie und moderner Technik, Villigst: Evangelisches Studienwerk Villigst, 1982.
- Welt-Geschichte, Kunst-Geschichte: zum Verhältnis von Vergangenheitserkenntnis u. Veränderung, Köln: DuMont Schauberg, 1975.
- Schelling : Die Kunst in der Philosophie: (Bd. I: Schellings Begründung von Natur und Geschichte, Bd. II: Die Wahrheitsfunktion der Kunst, Pfullingen: Neske, 1966)
- Vorstudien zur Erläuterung von Hölderlins Homburger Aufsätzen, Tübingen, Phil. F., Diss. v. 20. Nov. 1956.

Aufsätze:
- „Der Ursprung des Kunstwerkes“ und die moderne Kunst, in: Herrmann, Friedrich-Wilhelm (Hg.): Kunst und Technik: Gedächtnisschrift zum 100. Geburtstag von Martin Heidegger, Frankfurt am Main 1989, S. 219–254.
- Die 'Kehre' in Heideggers Verständnis der Geschichte. In: Thomas Buchheim (Hrsg.): Destruktion und Übersetzung. Zu den Aufgaben von Philosophiegeschichte nach Martin Heidegger. Weinheim, 1989. S. 101–125.
- Der Zusammenhang zwischen dem Ende der Kunst und dem Beginn der Kunstwissenschaft bei Hegel, in: Zeitschrift für Ästhetik und allgemeine Kunstwissenschaft, Bd. 34. Bonn 1989. H. 1, S. 82–89.
- Die Kunst und der Raum in Günter Neske (Hg.): Erinnerung an Martin Heidegger, Pfullingen: Neske, 1977, S. 131–48.